# Calibre (logiciel)
 (août 2025).
Pour les articles homonymes, voir Calibre.
calibre (avec un c minuscule) est un gestionnaire de bibliothèques numériques permettant la conversion, le catalogage, l'édition et la visualisation de livres numériques dans les principaux formats disponibles. C’est un logiciel libre créé en 2006 par Kovid Goyal et distribué sous licence GNU GPL.
Ses principales fonctionnalités sont la gestion de bibliothèques numériques, la conversion de livres numériques en divers formats, la modification du code des livres, la synchronisation avec des périphériques de lecture, le téléchargement d'articles sur le web et leur conversion sous forme de livre numérique, la visualisation de livres, et l'accès en ligne à une collection de livres via le serveur de contenu.

## Gestionnaire de bibliothèques numériques

### Structure de calibre
Quand un livre numérique est enregistré sous calibre, le fichier est enregistré dans un répertoire selon une nomenclature particulière : Nom_de_la_bibliothèque / Auteur / Titre du livre. Chaque répertoire contient : 
- les fichiers constituant le livre (HTML, CSS);
- une image qui est celle de la couverture (extraite du fichier du livre),
- un fichier metadata.opf (Open Publication Format) qui contient les métadonnées du livre (également extraites du livre).

En outre, le fichier metadata.db sert de base de données à l'ensemble de la bibliothèque. Il est mis à jour lors de l'ajout de livres et de la modification de métadonnées via l'interface utilisateur.

### Interface utilisateur
L'interface utilisateur, basée sur metadata.db, permet de trier et de filtrer les livres de la bibliothèque, d'ajouter des étiquettes et des commentaires pour caractériser des livres, de modifier le contenu des livres, de convertir des livres en d'autres formats, d'exporter des livres vers un lecteur externe ou vers un autre répertoire de l'ordinateur, de lire des livres, de récupérer les métadonnées et la couverture de livres sur Internet, de rechercher un livre sur Internet et être mis en contact avec une librairie en ligne, etc.
La gestion des livres se fonde sur la copie des fichiers vers un ensemble de répertoires dédiés à calibre, ainsi que sur les métadonnées  contenues dans les livres numériques et reportées dans metadata.db : titre, auteur, date, date de publication, taille, série, etc. calibre permet en outre l'ajout de deux métadonnées qui lui sont propres : étiquette (tags) et commentaires (comments).
calibre ne gère donc pas les livres électroniques tels qu'ils sont, là où ils sont. Il duplique ceux-ci, et rend possible la modification des titres, des métadonnées, voire le contenu (ex.: pour un epub, le « content.opf », partie interne du livre électronique). En ce sens, calibre n'est pas un gestionnaire réel, car il n'a pas la capacité de gérer un livre sans le dupliquer à un endroit différent de celui d'origine. Cela lui interdit de gérer un livre qu'il ne saurait interpréter, modifier ou copier. Un gestionnaire est supposé neutre vis-à-vis des données gérées, et ne devrait ni modifier, ni dupliquer les données gérées. La technique standard (et « neutre ») d'un gestionnaire de données consiste en effet à utiliser des liens vers un fichier, en ne stockant dans une base de données (en sus du lien vers) que les métadonnées (auteur, titre, genre(s), date(s), etc.) et le « lien vers » (sans déplacer ni modifier le fichier géré).

## Fonctionnalités

### Bibliothèques virtuelles ou distinctes
calibre permet de créer des bibliothèques virtuelles, sous-ensembles d'une bibliothèque complète. Cela peut être utile pour traiter de manière plus souple et plus rapide une collection de livres.
calibre permet aussi de créer des bibliothèques distinctes (i.e. stockées dans des répertoires différents). La copie d'un livre d'une bibliothèque à l'autre est prévue.

### Conversion de livres en divers formats numériques
L'une des principales fonctionnalités de calibre est la conversion de livres à partir de et vers les principaux formats utilisés par les périphériques de lecture.
- Formats d'entrée: AZW, AZW3 (format propriétaire Amazon), AZW4, CBZ, CBR, CBC, CHM, DJVU, DOCX, EPUB, FictionBook, HTML, HTMLZ, LIT (Microsoft reader), LRF, MOBI, ODT, PDF, PRC[note 1], PDB, PML, RB, RTF, SNB, TCR, TXT et  TXTZ[6].

- Formats de sortie : AZW3, EPUB, DOCX, FB2, HTMLZ, LIT, LRF, MOBI, OEB, PDB, PDF, PML, PMLZ, RB, RTF, SNB, TCR, TXT, TXTZ et ZIP.

L'interface propose une série de réglages pour améliorer les résultats de la conversion.

### Téléchargement de journaux sur le web et conversion sous forme de livre numérique
calibre peut chercher des journaux ou des flux RSS sur des sites internet d'information. Il peut les convertir en livres numériques pouvant être téléchargés sur un périphérique de lecture. De nouvelles sources d'information, proposées par des utilisateurs sur le forum mobileRead, sont ajoutées à calibre lors des mises à jour.

### Visualisation de livres numériques
Un programme de lecture ou visionneuse est intégré dans calibre, permettant de lire les livres importés dans la bibliothèque. Il possède les fonctions habituelles des applications de visualisation et des supports de lecture, notamment la conservation de la dernière page lue. La dernière version de 2020 propose des fonctions de surlignage et d'annotation,.

### Serveur de contenu pour l'accès en ligne à une collection de livres numériques
calibre dispose d'un serveur Web intégré qui permet d'accéder à une bibliothèque en utilisant un navigateur depuis n'importe quel ordinateur. Il peut également envoyer automatiquement les livres et les journaux téléchargés vers un support accédant au réseau Internet. Il gère aussi les appareils mobiles, qui ont ainsi accès à la bibliothèque.

## calibre et la gestion des droits numériques
calibre ne peut pas modifier ou accéder aux métadonnées d'un livre protégé par une DRM. Il peut le stocker et le copier sur un périphérique de lecture, mais pas le convertir.

Le manuel utilisateur indique à ce sujet : 
« De nombreux e-books disponibles à l'achat seront protégés par une technologie de gestion des droits numériques (DRM). calibre ne convertira pas ces e-books. Il est facile de supprimer les DRM de nombreux formats, mais comme cela peut être illégal, vous devrez trouver vous-même des outils pour déverrouiller vos livres et utiliser ensuite calibre pour les convertir. »

## Compatibilité matérielle et logicielle
calibre permet d'envoyer des titres vers un périphérique de lecture connecté à un port USB. Il reconnaît un grand nombre de périphériques et propose une conversion sous un format approprié lorsque nécessaire. De plus, le logiciel calibre est associé à un grand nombre d'applications, parmi lesquelles on retrouve Calibre Cloud, Calibre Companion, Calibre Library, Calibre Sync, CalibreBox et Calibre-go. 
Voici un échantillon des périphériques reconnus par calibre : 
- SONY PRS 300/350/500/505/600/650/700;
- Cybook Gen3/Opus/Orizon/Odyssey;
- Amazon Kindle 1/2/DX, Kindle Fire, Kindle Paperwhite, Kindle Voyage;
- Netronix EB600;
- Ectaco Jetbook;
- BeBook/BeBook Mini;
- Irex Illiad/DR1000;
- Foxit eSlick;
- Kobo;
- Oyo;
- PocketBook;
- Les téléphones utilisant Android ou iOS.

Lorsqu'un support n'est pas reconnu par calibre, il est  possible de procéder au transfert avec la commande prévue pour sauvegarder les titres dans un autre emplacement.
Il est possible de paramétrer le répertoire (sous-répertoire) dans lequel le fichier doit être copié et prévoir des ajustements dans les métadonnées.
Par contre, calibre gère difficilement, voire pas du tout, les collections, étagères et autres subdivisions proposées pour classer les livres dans les liseuses.

## Communauté calibre
calibre est un logiciel maintenu par une équipe de développeurs bénévoles, qui assurent les mises à jour hebdomadaires et proposent des modules complémentaires qui élargissent les fonctionnalités de calibre.
L'interface est traduite dans de nombreuses langues par des bénévoles et les rapports de bugs sont activement pris en charge.
Un forum, sur lequel interviennent Kovid Goyal et d'autres programmeurs, permet aux utilisateurs de poser des questions, de suggérer des améliorations et d'échanger trucs et astuces.

## Statistiques
D'après son site officiel, calibre compte environ 3 500 000 utilisateurs (nombre d'ordinateurs sur lesquels calibre a été installé ou mis à jour au cours des deux derniers mois). En moyenne, chaque mois, 500 000 personnes installent ou mettent à jour calibre. Les installations proviennent de nombreux pays: États-Unis (13,9 %), Espagne (12,2 %), Allemagne (7,4 %), Chine (6,9 %), entre autres. La France compte 6,2 % des utilisateurs de calibre.